# Hathliodes moratus
Hathliodes moratus är en skalbaggsart som beskrevs av Francis Polkinghorne Pascoe 1866. Hathliodes moratus ingår i släktet Hathliodes och familjen långhorningar. Inga underarter finns listade i Catalogue of Life.